# Leptorhaconotus marshi
Leptorhaconotus marshi är en stekelart som beskrevs av Donald L.J. Quicke 1996. Leptorhaconotus marshi ingår i släktet Leptorhaconotus och familjen bracksteklar. Inga underarter finns listade i Catalogue of Life.